# Série de pièces de 2 euros du 10e anniversaire de l'Union économique et monétaire
La série de pièces de 2 euros du 10e anniversaire de l'Union économique et monétaire (UEM) est une série de pièces de monnaie émise par tous les pays de l'Union européenne utilisant l'euro au moment de son émission en 2009. Les pièces sont mises en circulation à partir du 1er janvier 2009.
Monaco, Saint-Marin et le Vatican ne font pas partie des pays émetteurs car ils ne sont pas membres de l'Union européenne. Cette pièce est la première pièce commémorative de 2 € émise par Chypre et Malte.

## Caractéristiques techniques
Ces pièces ont les mêmes caractéristiques techniques que les autres pièces de 2 euros et portent la deuxième version du revers commun de ces pièces.

## Description
Le centre de la pièce illustre une silhouette humaine stylisée dont le bras droit est prolongé par le symbole de l'euro. Le nom du pays émetteur apparaît dans la partie supérieure, tandis que l'indication 1999-2009 et la traduction de l'acronyme UEM apparaissent dans la partie inférieure. L'anneau externe de la pièce comporte les douze étoiles du drapeau européen.
Une exception existe pour le Luxembourg où la loi exige que le portrait du grand-duc figure sur toutes les pièces, le portrait de celui-ci apparaît donc en filigrane sur la pièce. Aux Pays-Bas, une loi similaire exigeant que le chef de l'État (le roi ou la reine) figure sur toutes les pièces, a été amendée pour participer à cette commémoration, cet amendement n'est valable que pour les émissions communes.

## Modèle par pays
| Allemagne                        | 10e anniversaire de l'Union économique et monétaire, pièce allemande                                                      |
|                                  | Comme décrite ci-dessus avec le nom du pays émetteur et la légende en allemand : BUNDESREPUBLIK DEUTSCHLAND WWU 1999-2009 |
| Graveur : Geórgios Stamatópoulos | \| Gravure sur la tranche : \| Tirage : \| \| \| 30 millions de pièces \|                                                 |
| Gravure sur la tranche :         | Tirage : |
|                                  | 30 millions de pièces |

| Autriche                         | 10e anniversaire de l'Union économique et monétaire, pièce autrichienne                                            |
|                                  | Comme décrite ci-dessus avec le nom du pays émetteur et la légende en allemand : REPUBLIK ÖSTERREICH WWU 1999-2009 |
| Graveur : Geórgios Stamatópoulos | \| Gravure sur la tranche : \| Tirage : \| \| \| 5 millions de pièces \|                                           |
| Gravure sur la tranche :         | Tirage : |
|                                  | 5 millions de pièces                                                                                               |

| Belgique                         | 10e anniversaire de l'Union économique et monétaire, pièce belge                                                                                           |
|                                  | Comme décrite ci-dessus avec le nom du pays émetteur en néerlandais, français et allemand et la légende en anglais : BELGIE–BELGIQUE–BELGIEN EMU 1999-2009 |
| Graveur : Geórgios Stamatópoulos | \| Gravure sur la tranche : \| Tirage : \| \| \| 5 millions de pièces \|                                                                                   |
| Gravure sur la tranche :         | Tirage : |
|                                  | 5 millions de pièces |

| Chypre                           | 10e anniversaire de l'Union économique et monétaire, pièce chypriote                                                     |
|                                  | Comme décrite ci-dessus avec le nom du pays émetteur en grec et turc et la légende en grec : KYΠPOΣ-KIBRIS ONE 1999-2009 |
| Graveur : Geórgios Stamatópoulos | \| Gravure sur la tranche : \| Tirage : \| \| \| 1 million de pièces \|                                                  |
| Gravure sur la tranche :         | Tirage : |
|                                  | 1 million de pièces |

| Espagne                          | 10e anniversaire de l'Union économique et monétaire, pièce espagnole                                  |
|                                  | Comme décrite ci-dessus avec le nom du pays émetteur et la légende en espagnol : ESPAÑA UEM 1999-2009 |
| Graveur : Geórgios Stamatópoulos | \| Gravure sur la tranche : \| Tirage : \| \| \| 8 millions de pièces \|                              |
| Gravure sur la tranche :         | Tirage :                                                                                              |
|                                  | 8 millions de pièces                                                                                  |

| Finlande                         | 10e anniversaire de l'Union économique et monétaire, pièce finlandaise                                                            |
|                                  | Comme décrite ci-dessus avec le nom du pays émetteur en finnois et suédois et la légende en anglais : SUOMI FINLAND EMU 1999-2009 |
| Graveur : Geórgios Stamatópoulos | \| Gravure sur la tranche : \| Tirage : \| \| \| 1,4 million de pièces \|                                                         |
| Gravure sur la tranche :         | Tirage : |
|                                  | 1,4 million de pièces |

| France                           | 10e anniversaire de l'Union économique et monétaire, pièce française                                                |
|                                  | Comme décrite ci-dessus avec le nom du pays émetteur et la légende en français : RÉPUBLIQUE FRANÇAISE UEM 1999-2009 |
| Graveur : Geórgios Stamatópoulos | \| Gravure sur la tranche : \| Tirage : \| \| \| 10 millions de pièces \|                                           |
| Gravure sur la tranche :         | Tirage : |
|                                  | 10 millions de pièces                                                                                               |

| Grèce                            | 10e anniversaire de l'Union économique et monétaire, pièce grecque                                             |
|                                  | Comme décrite ci-dessus avec le nom du pays émetteur et la légende en grec : ΕΛΛΗΝΙΚΗ ΔΗΜΟΚΡΑΤΙΑ ONE 1999-2009 |
| Graveur : Geórgios Stamatópoulos | \| Gravure sur la tranche : \| Tirage : \| \| \| 4 millions de pièces \|                                       |
| Gravure sur la tranche :         | Tirage : |
|                                  | 4 millions de pièces                                                                                           |

| Irlande                          | 10e anniversaire de l'Union économique et monétaire, pièce irlandaise                                                            |
|                                  | Comme décrite ci-dessus avec le nom du pays émetteur en irlandais et la légende en irlandais et anglais : éıʀe AEA 1999-2009 EMU |
| Graveur : Geórgios Stamatópoulos | \| Gravure sur la tranche : \| Tirage : \| \| \| 5 millions de pièces \|                                                         |
| Gravure sur la tranche :         | Tirage : |
|                                  | 5 millions de pièces |

| Italie                           | 10e anniversaire de l'Union économique et monétaire, pièce italienne                                              |
|                                  | Comme décrite ci-dessus avec le nom du pays émetteur et la légende en italien : REPUBBLICA ITALIANA UEM 1999-2009 |
| Graveur : Geórgios Stamatópoulos | \| Gravure sur la tranche : \| Tirage : \| \| \| 2,5 millions de pièces \|                                        |
| Gravure sur la tranche :         | Tirage : |
|                                  | 2,5 millions de pièces                                                                                            |

| Luxembourg                       | 10e anniversaire de l'Union économique et monétaire, pièce luxembourgeoise                                                  |
|                                  | Comme décrite ci-dessus avec le nom du pays émetteur en luxembourgeois et la légende en français : LËTZEBUERG UEM 1999-2009 |
| Graveur : Geórgios Stamatópoulos | \| Gravure sur la tranche : \| Tirage : \| \| \| 1,4 million de pièces \|                                                   |
| Gravure sur la tranche :         | Tirage : |
|                                  | 1,4 million de pièces |

| Malte                            | 10e anniversaire de l'Union économique et monétaire, pièce maltaise                                 |
|                                  | Comme décrite ci-dessus avec le nom du pays émetteur et la légende en maltais : MALTA UEM 1999-2009 |
| Graveur : Geórgios Stamatópoulos | \| Gravure sur la tranche : \| Tirage : \| \| \| 700 000 pièces \|                                  |
| Gravure sur la tranche :         | Tirage :                                                                                            |
|                                  | 700 000 pièces                                                                                      |

| Pays-Bas                         | 10e anniversaire de l'Union économique et monétaire, pièce néerlandaise                                    |
|                                  | Comme décrite ci-dessus avec le nom du pays émetteur et la légende en néerlandais: NEDERLAND EMU 1999-2009 |
| Graveur : Geórgios Stamatópoulos | \| Gravure sur la tranche : \| Tirage : \| \| \| 5,3 millions de pièces \|                                 |
| Gravure sur la tranche :         | Tirage :                                                                                                   |
|                                  | 5,3 millions de pièces                                                                                     |

| Portugal                         | 10e anniversaire de l'Union économique et monétaire, pièce portugaise                                    |
|                                  | Comme décrite ci-dessus avec le nom du pays émetteur et la légende en portugais : PORTUGAL UEM 1999-2009 |
| Graveur : Geórgios Stamatópoulos | \| Gravure sur la tranche : \| Tirage : \| \| \| 1,285 million de pièces \|                              |
| Gravure sur la tranche :         | Tirage :                                                                                                 |
|                                  | 1,285 million de pièces                                                                                  |

| Slovaquie                        | 10e anniversaire de l'Union économique et monétaire, pièce slovaque                                      |
|                                  | Comme décrite ci-dessus avec le nom du pays émetteur et la légende en slovaque : SLOVENSKO HMÚ 1999-2009 |
| Graveur : Geórgios Stamatópoulos | \| Gravure sur la tranche : \| Tirage : \| \| \| 1 million de pièces \|                                  |
| Gravure sur la tranche :         | Tirage :                                                                                                 |
|                                  | 1 million de pièces                                                                                      |

| Slovénie                         | 10e anniversaire de l'Union économique et monétaire, pièce slovène                                      |
|                                  | Comme décrite ci-dessus avec le nom du pays émetteur et la légende en slovène : SLOVENIJA EMU 1999-2009 |
| Graveur : Geórgios Stamatópoulos | \| Gravure sur la tranche : \| Tirage : \| \| \| 1 million de pièces \|                                 |
| Gravure sur la tranche :         | Tirage :                                                                                                |
|                                  | 1 million de pièces                                                                                     |